# Johannes Robert Becher
Johannes Robert Becher (Múnic, 22 de maig de 1891 - Berlín, 11 d'octubre de 1958) fou un poeta i polític alemany.
Becher va néixer el 22 de maig de 1891, sent fill del jutge Heinrich Becher. Va estudiar medicina i filosofia a la ciutat bavaresa de Múnic. Deixà els seus estudis i es convertí en escriptor expressionista. Milità en nombroses organitzacions comunistes. Quan els nazis arribaren al poder, fugí cap a Moscou. Després de la Segona Guerra Mundial emigrà a la República Democràtica d'Alemanya (Alemanya Oriental) i ocupà càrrecs politicoculturals de gran rellevància en el govern (Ministre de Cultura). Va escriure la lletra de l'himne nacional de la RDA: Auferstanden aus Ruinen (en català, "Alçats de les ruïnes"). L'any 1952 fou guardonat amb el Premi Lenin de la Pau entre els pobles. Morí l'11 d'octubre de 1958 a Berlín.